# Basilika St. Franziskus (Mendoza)

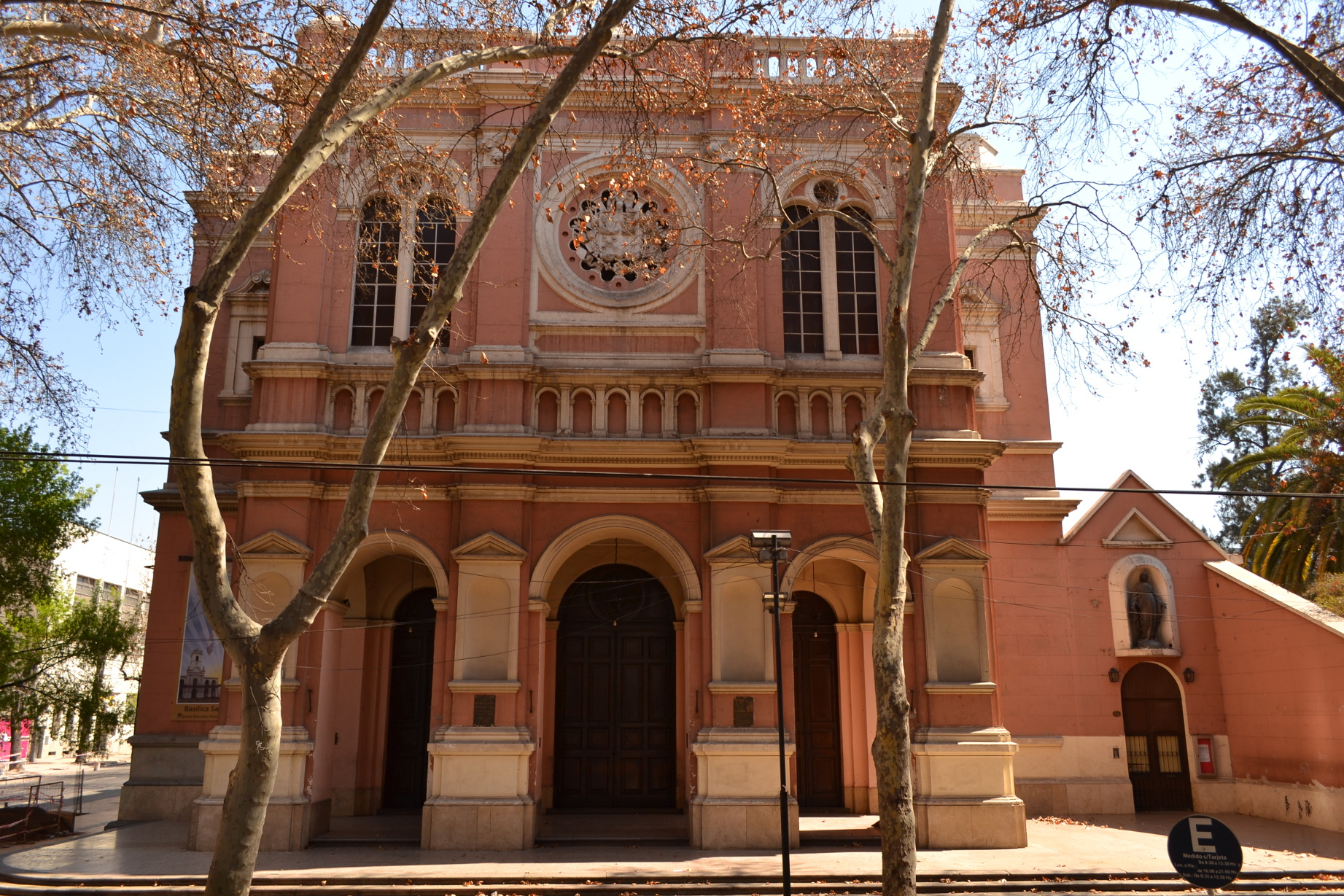
Basilika St. Franziskus

Die Basilika St. Franziskus (spanisch Basílica de San Francisco) ist eine römisch-katholische Kirche in Mendoza, Hauptstadt der gleichnamigen Provinz in Argentinien. Die Pfarrkirche des Erzbistums Mendoza ist Franz von Assisi gewidmet und trägt den Titel einer Basilica minor. Das Bauwerk des Historismus mit einer neuromanischen Fassade wurde in der zweiten Hälfte des 19. Jahrhunderts als Franziskanerkirche errichtet.

## Geschichte

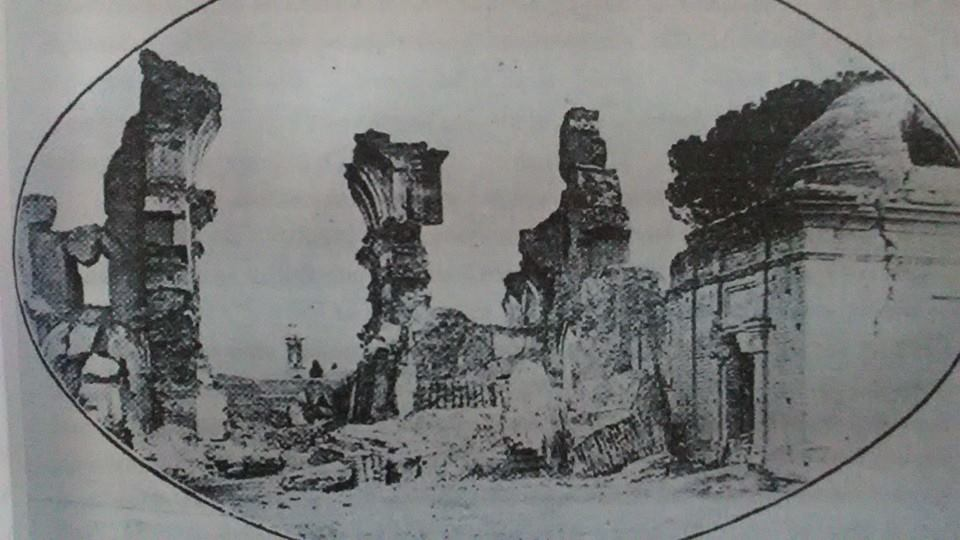
Ruinen der Vorgängerkirche von San Francisco de Mendoza, nach dem Erdbeben von 1861.

Die ursprüngliche Kirche, die sich an der heutigen Beltrán- und Ituzaingó-Straße befindet, gehörte den Jesuiten, wurde aber nach deren Vertreibung den Franziskanern übergeben. Im Jahr 1861 wurde sie durch ein Erdbeben zerstört, das einen großen Teil der Stadt vernichtete. Im Jahr 1875 wurde der Standort der Kirche auf die Avenida España an der Ecke Necochea gegenüber der Plaza San Martín verlegt, während die Ruinen der ursprünglichen Kirche bis 1906 stehen blieben. Die neue Basilika wurde von dem Architekten Urbano Barbier für den Franziskanerorden entworfen und 1875 erbaut. Sie war die erste Kirche, die nach dem verheerenden Erdbeben von 1861 erbaut wurde, doch ein erneutes Erdbeben im Jahr 1920 zerstörte ihre Fassadentürme und den Glockenturm.
Sie wurde 1926 durch Papst Pius XI. zur Basilica minor erhoben und am 30. Juli 1928 zum Nationalen Historischen Monument erklärt.

## Architektur
Die Fassade entspricht einem neoromanischen Gebäude, das von La Trinité in Paris inspiriert wurde. Sie hat den Grundriss einer dreischiffigen Basilika und einer Gesamtfläche von 2300 Quadratmetern. Sie ist umgeben von 0,90 m dicken Ziegelmauern, zwölf große Säulen mit korinthischen Kapitellen tragen die gewölbte Decke und trennen die Kirchenschiffe mit ihren sieben Jochen. Vier breite Säulen begrenzen ein weites Atrium. Der ursprüngliche Entwurf sah zwei Türme und einen zentralen Glockenturm vor, die jedoch nach der Zerstörung durch das Erdbeben von 1920 wieder verworfen wurden. Es hat ein Giebeldach.

## Widmung
Sie trägt das Bild der Virgen del Carmen de Cuyo, die von José de San Martín, dem General der Andenarmee, angerufen wurde. Dieses Bild ist identisch mit dem der Votivkirche von Maipú in Chile, die Bernardo O’Higgins errichten ließ, um für den Sieg zu danken und den Auftrag zu erfüllen, den er Unserer Lieben Frau auf dem Berge Karmel aufgrund des Sieges der chilenischen Armee zusammen mit der Andenarmee in den Ebenen von Maipú, wo die Unabhängigkeit Chiles gesichert wurde, erteilt hatte.
In der Kirche ist der Stab von General San Martin ausgestellt, den er zum Abschluss seines Feldzugs in Peru gestiftet hat. Im südlichen Kirchenschiff werden die sterblichen Überreste der Tochter von San Martin, Mercedes Tomasa, seines Schwiegersohns Mariano Balcarce und seiner Enkelin Maria Mercedes aufbewahrt, die 1951 aus Frankreich überführt wurde.